# Gerandomiseerd onderzoek met controlegroep
Een gerandomiseerd onderzoek met controlegroep (Engels: randomized controlled trial, RCT) is wetenschappelijk onderzoek in de biowetenschappen, vooral in de geneeskunde, waarbij de te testen behandeling wordt uitgevoerd bij een interventiegroep en vergeleken met een controlegroep om te achterhalen of een bepaalde behandeling of interventie werkzaam of zinvol is.
Een controlegroep is een vergelijkbare groep proefpersonen of proefdieren met dezelfde klacht of hetzelfde probleem, maar die met een placebo of met een ander middel wordt behandeld. Soms wordt zelfs gebruikgemaakt van drie of meer groepen: bijvoorbeeld naast de testgroep ook groepen die ofwel een placebo of een vergelijkbaar ander middel of in het geheel geen behandeling krijgen.
Om te zorgen dat er bij het indelen van de groepen geen verschil optreedt tussen de groepen waardoor de kans op succes van de behandeling kan worden beïnvloed, moet bovendien de toewijzing van de proefpersonen of proefdieren aan de verschillende groepen door het lot worden bepaald, dus aselect of gerandomiseerd. Anders zou namelijk degene die selecteert zich door onbewuste factoren kunnen laten leiden.
Dergelijke selectie-effecten kunnen zeer subtiel zijn: zelfs het met de hand vangen van schijnbaar willekeurige ratten uit een kooi geeft al duidelijke selectie-effecten waarbij tamme, dikke of trage dieren meer kans hebben te worden gepakt.
Indien enigszins mogelijk moet een dergelijk onderzoek ook nog dubbelblind worden uitgevoerd: alleen als noch de arts, noch de patiënt weet welke van de twee behandelingen iemand krijgt, kan worden uitgesloten dat de verwachtingen van een van beiden het resultaat beïnvloeden.
Voor de registratie van een nieuw geneesmiddel is het belangrijk dat in RCT's aangetoond is dat het inderdaad werkzaam is. Andere vormen van onderzoek kunnen een stimulans voor nader onderzoek vormen maar leveren vrijwel nooit een hard bewijs.
Er is kritiek op RCT's, onder andere omdat, ondanks de schijnbaar onbevooroordeelde opzet ervan, het toch voor financiers van dergelijk onderzoek mogelijk blijkt de uitkomsten van dat onderzoek te beïnvloeden. Evidence-based medicine verwordt zo tot een marketinginstrument van de farmaceutische industrie. Ook zijn er wel degelijk alternatieven.